# Edward Bernays
Edward Louis Bernays (Viena, 22 de novembro de 1891 – Cambridge, 9 de março de 1995), foi um pioneiro austro-americano no campo das relações públicas e da propaganda, referenciado como "pai das relações públicas".

## Ideias
Sua forma de trabalho se baseava no princípio de que as pessoas são irracionais, suas decisões e ações são manipuladas facilmente, Bernays aplicava isso na construção de propaganda. Ele possuía uma visão negativa sobre a capacidade dos indivíduos de serem autônomos em relação aos seus desejos e impulsos imediatos, os quais ele considerava como biológicos e instintivos. Ele acreditava que a propaganda era a forma de direcionar essas pessoas para o caminho mais adequado. Em suas obras, como "The Engineering of Consent" (1947) e "The Minority Rules" (1927), ele defendia que a massa cega precisava ser guiada pelos propagandistas, que eram a minoria responsável por conduzir esses grupos para uma sociedade melhor.
Bernays foi citado pela revista Life como um dos 100 americanos mais influentes do século XX. Combinou as ideias de Gustave Le Bon e Wilfred Trotter com as ideias psicológicas de Sigmund Freud, seu tio.

## Propaganda e democracia
Em 1938, Bernays e Ferdinand Lundberg participaram de um debate na Revista The Forum acerca da influência — positiva ou negativa — que os grandes veículos propagandistas de seu tempo poderia ter no bom desenvolvimento da democracia. Para ele a propaganda é um instrumento fundamental para a democracia pois melhora o entendimento das populações, que pelo acesso as informações selecionadas pela minoria responsável teriam melhores condições de opinar nas decisões da sociedade. 
Bernays considerava a propaganda como um reflexo da solidificação da democracia, que no ponto de vista dele era o principal veículo para a liberdade de expressão. Ele acreditava que liberdade que deveria ser garantida pelos regimes democráticos, porque proporcionava a livre apresentação, discussões e descarte de ideias, posicionamentos e opiniões pertinentes ao debate público.